# 12591 Bergey
12591 Bergey este o planetă minoră (asteroid), cu un diametru de 3,904 km, din centura de asteroizi. A fost descoperită pe 9 septembrie 1999 la Magdalena Ridge Observatory⁠(d) de Lincoln Near-Earth Asteroid Research. 
Obiectul prezintă o orbită caracterizată de o semiaxă mare de 2,3699616 UAi, o excentricitate de 0,13, o înclinație de 5,32949 ° în raport cu ecliptica.